# Calligonum microcarpum
Calligonum microcarpum là một loài thực vật có hoa trong họ Rau răm. Loài này được I.G.Borshch. mô tả khoa học đầu tiên năm 1860.